# Gymnolaemata
Die Gymnolaemata bilden eine Klasse der Moostierchen (Ectoprocta, auch als Bryozoa bezeichnet), welche im Salzwasser (marin) und im Süßwasser (limnisch) vorkommt. Diese Klasse umfasst zwei Ordnungen, die Ctenostomata, mit ca. 50 Gattungen, und die Cheilostomata, mit ca. 600 Gattungen.

## Bau
Die größtenteils marinen Gymnolaemata bilden die artenreichste Klasse mit ca. 650 Gattungen. Die Cystide sind meist kasten- oder füllhornförmig. Die Tiere der Kolonie sind durch Scheidewände mit Poren, die von Gewebe ausgefüllt sind, getrennt. Es existiert keine Körperwandmuskulatur. Die Gymnolaemata sind nochmals in zwei Ordnungen aufgeteilt: Die Ctenostomata und die Cheilostomata.
Die Wände der Ctenostomata (ca. 50 Gattungen) sind membranös oder gelatinös. Sie besitzen keine Ooecien oder Avicularien. Der Cystidverschluss wird durch Faltung eines membranösen Halskragens bewerkstelligt und die Einzeltiere sind weitgehend isoliert. Die Wände der Cheilostomata (ca. 600 Gattungen) sind verkalkt und das Cystid weist einen Deckelverschluss auf. Heterozoide sind häufig anzutreffen und die Embryonalentwicklung findet in Brutkammern statt.

## Systematik
Die Gymnolaemata zählen zu den Stamm Moostierchen (Ectoprocta oder Bryozoa). Dieser Stamm enthält außer den Gymnolaemata noch zwei weitere Klassen, die Phylactolaemata und die Stenolaemata. Die Gymnolaemata bestehen aus zwei Ordnungen, den Ctenostomata und Cheilostomata.
Die Ordnung der Ctenostomata sind eine kleine Gruppe von ca. 350 Arten, während die Ordnung der Cheilostomata  mit um die 5.500 beschriebenen Arten das größte Taxon aller Moostierchen ist.
Es folgt eine Liste einiger Unterordnungen:
- Klasse: Gymnolaemata
  - Ordnung: Ctenostomata
    - Unterordnung: Alcyonidiina
    - Unterordnung: Flustrellidrina
    - Unterordnung: Victorellina
    - Unterordnung: Paludicellina
    - Unterordnung: Vesicularina
    - Unterordnung: Stoloniferina

  - Ordnung: Cheilostomata
    - Unterordnung: Inovicellata
    - Unterordnung: Scrupariina
    - Unterordnung: Malacostega
    - Unterordnung: Flustrina
    - Unterordnung: Ascophora